# Itoplectis melanthes
Itoplectis melanthes är en stekelart som beskrevs av Setsuya Momoi 1973. Itoplectis melanthes ingår i släktet Itoplectis och familjen brokparasitsteklar. Inga underarter finns listade i Catalogue of Life.